# Mohyliv-Podilskyj
Mohyliv-Podilskyj (ukrainska: Могилів-Подільський lyssna (fil); ryska: Могилёв-Подольский, Mogiljov-Podolskij; polska: Mohylów Podolski; rumänska: Moghilău) är en stad i Vinnytsia oblast i sydvästra Ukraina. Staden är belägen intill floden Dnestr som utgör gränsen till Moldavien. På andra sidan floden ligger staden Otaci. Mohyliv-Podilskyj beräknades ha 29 925 invånare i januari 2022.

## Historia
Mohyliv-Podilskyj grundades år 1595 av Stanisław Potocki, som namngav staden efter sin svärfar. Några år senare byggdes en borg där. Under 1600–1800-talen bytte staden namn flera gånger. Den var belägen längs handelsvägen mellan Ukraina och Moldavien, växte snabbt till ett viktigt handelscentrum och blev den största staden i Podolien. Invånarna deltog i ett antal uppror under 1590-talet och första hälften av 1600-talet. År 1648 blev den regementsstad i Bogdan Chmelnytskyjs kosackhetmanat. Under det kosack–polska kriget förstördes staden 1649 och 1654 och den erövrades av turkarna 1672–1699. Staden fick rättigheter enligt Magdeburgrätten år 1743 och utvecklades till ett ekonomiskt och kulturellt centrum. Den kom under ryskt styre år 1795 och blev centrum i guvernementet Podolien. I slutet av 1800-talet återfick staden sin ekonomiska betydelse som flodhamn för export av jordbruksprodukter.

## Ekonomi
Mohyliv-Podilskyjs huvudsakliga industri utgörs av maskinindustri och livsmedelsindustri.

## Bildgalleri

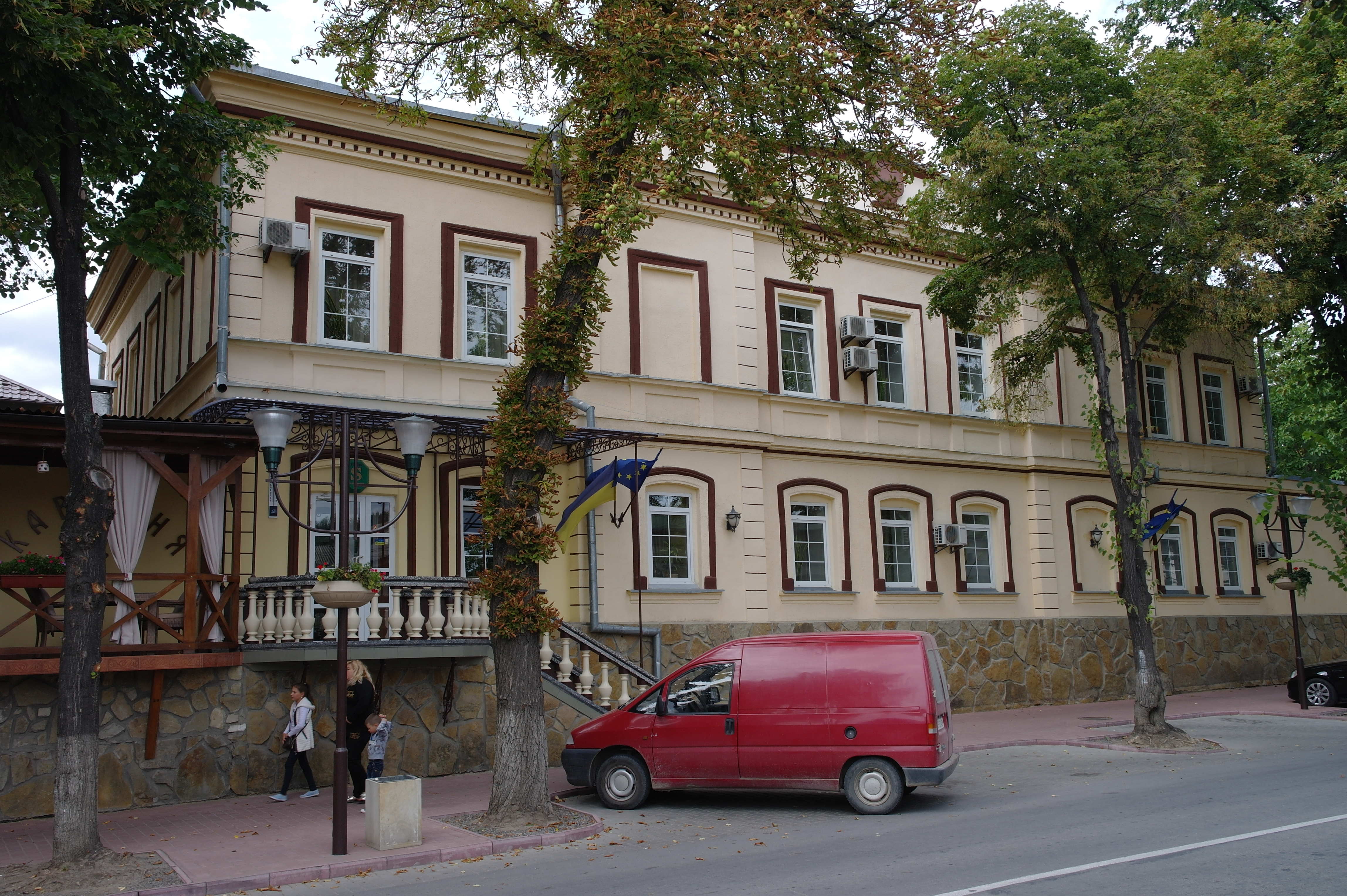
Centrum av Mohyliv-Podilskyj.
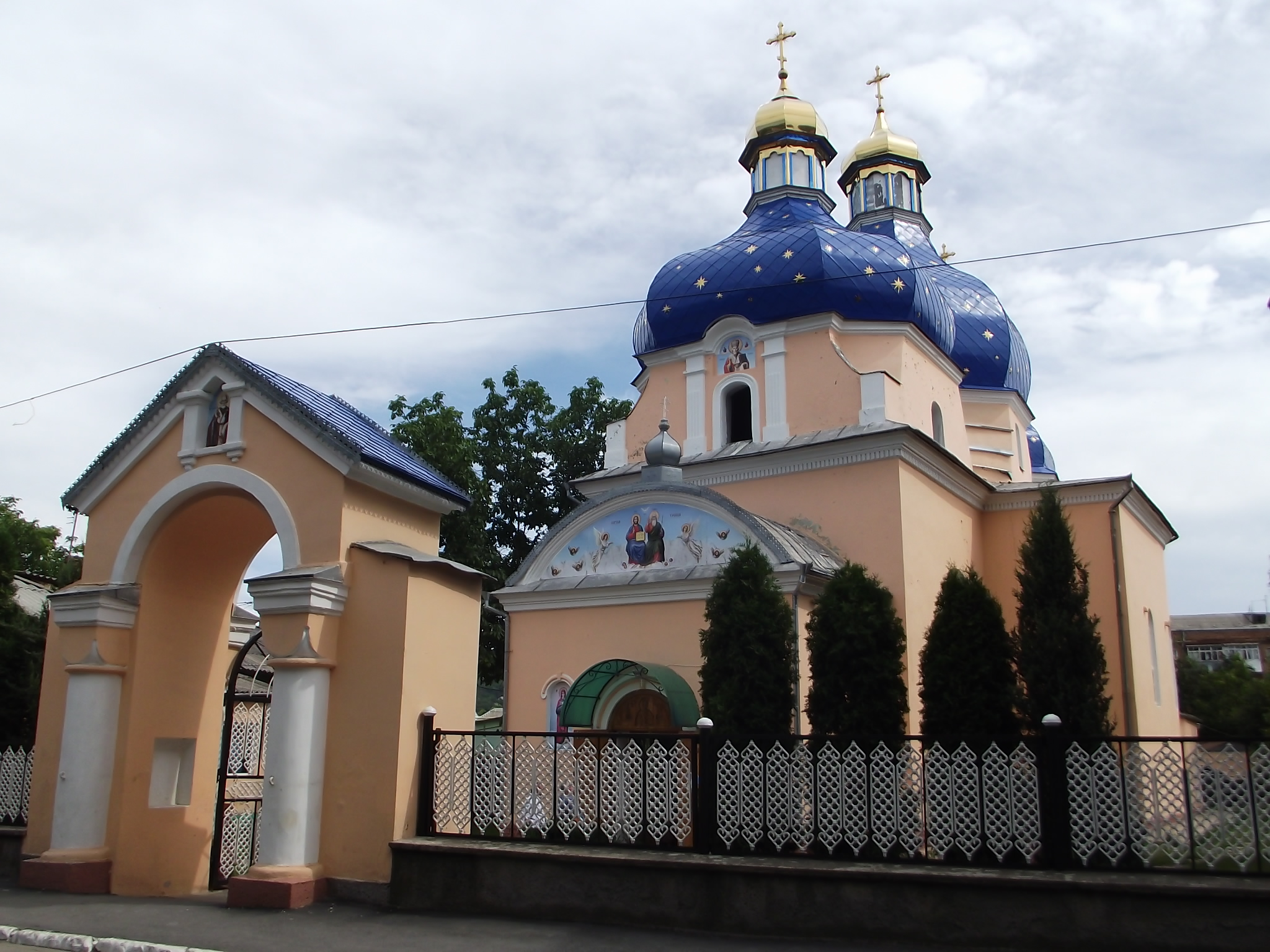
Sankt Nikolauskyrkan.
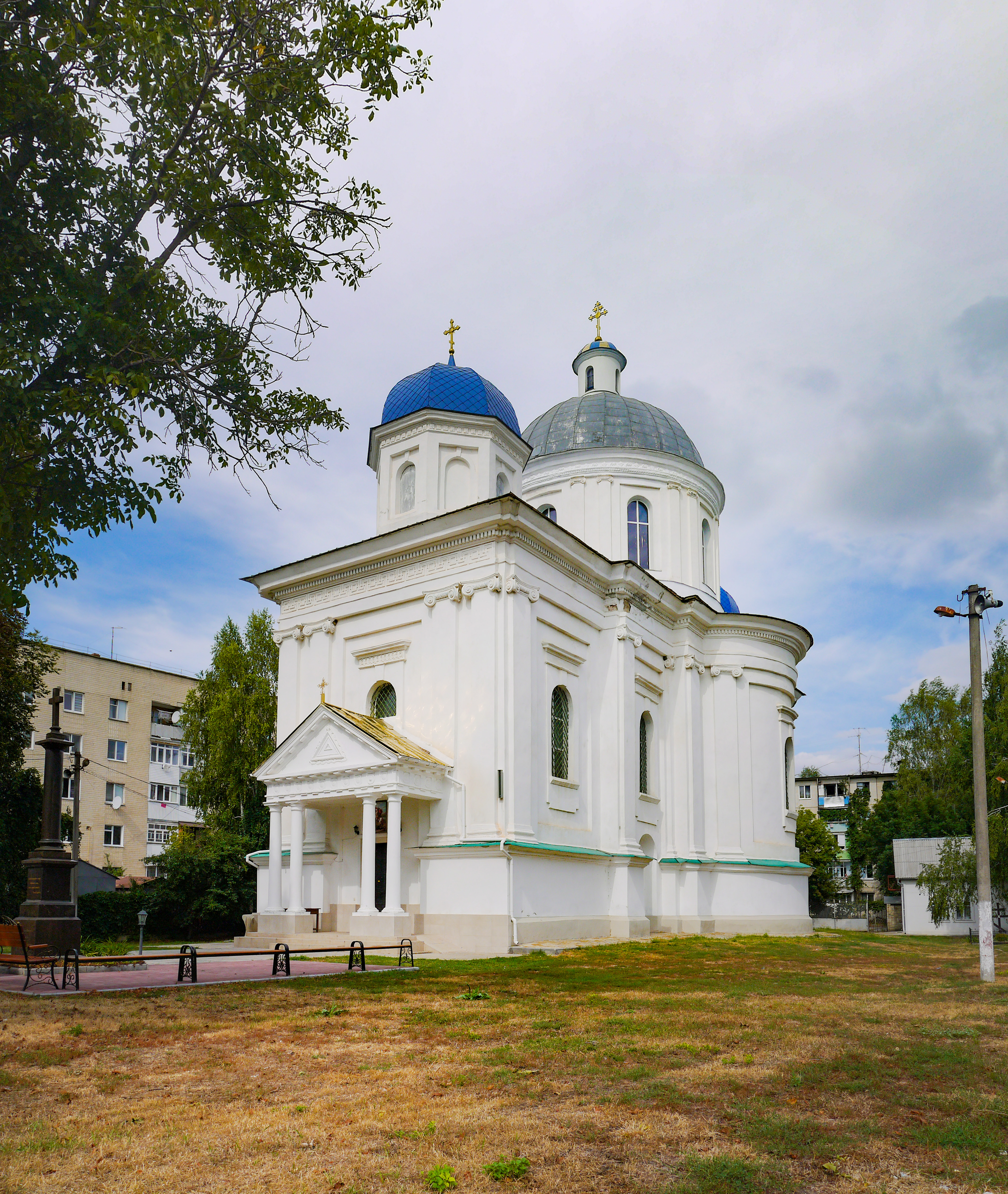
Sankt Göranskyrkan.
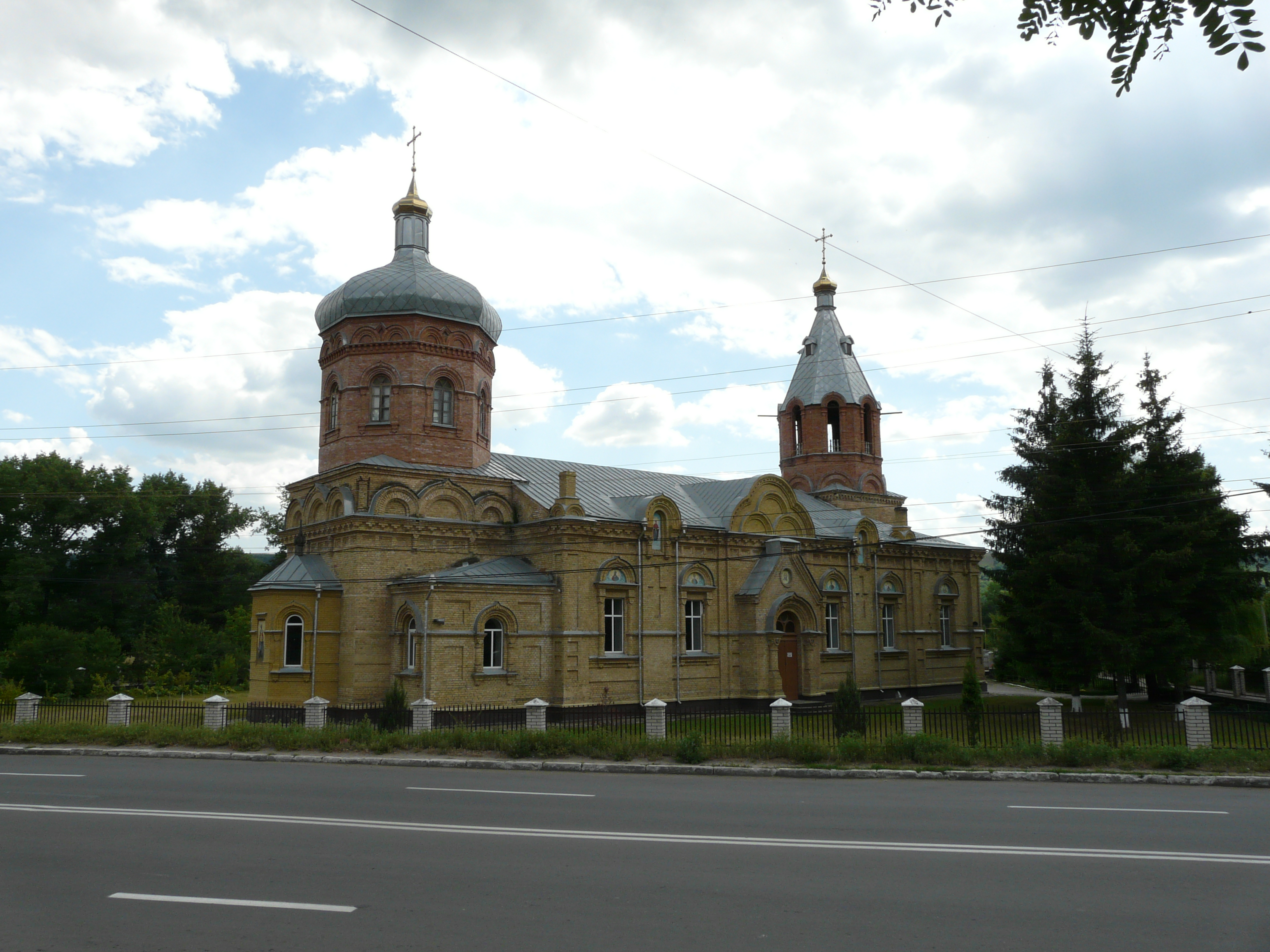
Sankt Alexander Nevskijkyrkan.
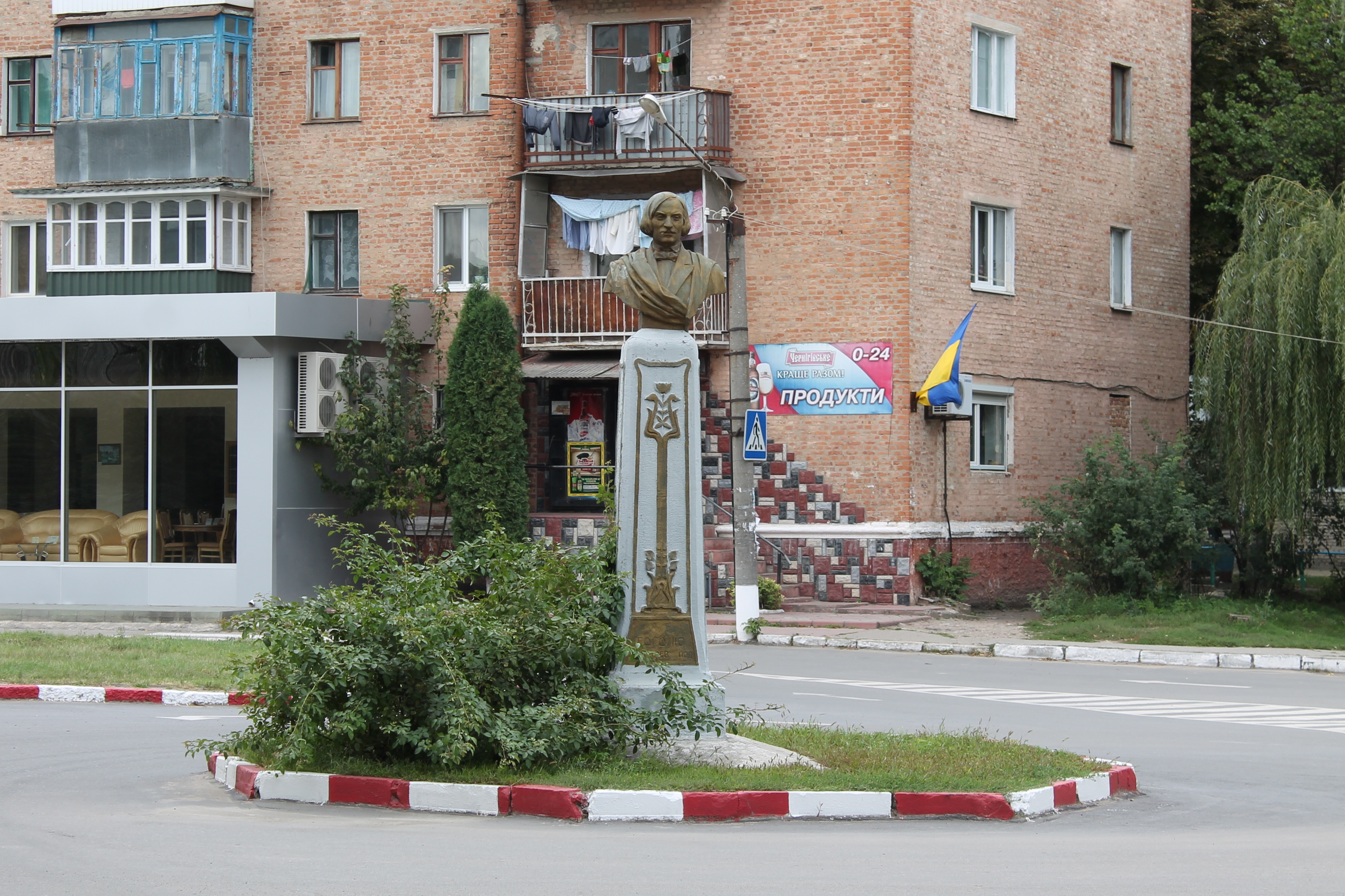
Monument över Nikolaj Gogol.